# ガイウス・ラエリウス
ガイウス・ラエリウス（ラテン語: Gaius Laelius, 生没年不詳、紀元前3世紀後半 - 紀元前2世紀前半）は、共和政ローマ時代の政治家、軍人。スキピオ・アフリカヌスの友人であり、彼のヒスパニア遠征、アフリカ遠征に側近、副将として付き従った。戦役後期に加わるマシニッサと共に、スキピオの両腕ともいえる。ザマの戦いでは右翼でヌミディア騎兵部隊を指揮したマシニッサに対し、ラエリウスは左翼のローマ騎兵を率いて勝利に貢献した。また低い出自でありながら紀元前190年、スキピオ・アシアティクスと共に執政官（コンスル）を務めた。
ラエリウスの出自は平民階級（プレブス）と言われるが、詳しい事は分かってはいない。ポリュビオスは彼をスキピオが幼少の頃からの友人と言っており、またティトゥス・リウィウスによれば彼は貧しい家からの出身で、紀元前190年のセレウコス朝での戦いで勝利してようやく自分の家族に富を持ってくる事ができたと伝えられる。
ポリュビオスによると、ラエリウスはスキピオに若い頃から従っており、紀元前218年のティキヌスの戦いで敗戦色濃い中でスキピオが父プブリウスを救ったという説話は彼の証言によるものである。そして紀元前210年から紀元前201年までのスキピオの遠征に従軍、しかし紀元前202年に彼が財務官（クァエストル）になるまでは元老院の一員ではなかった。

## 経歴

### 第二次ポエニ戦争
紀元前209年、スキピオがヒスパニアのカルタゴ・ノウァを攻撃する際、ラエリウスはプラエフェクトゥス・クラッシス（分艦隊司令官）として参加した。捕虜と共にローマへ帰還し、元老院に勝利の報告を行っている。
紀元前206年、ヒスパニア攻略を成し遂げ、カルタゴ本国を視野にいれたスキピオは、アフリカの諸民族調略の第一歩として、カルタゴと同盟関係にあったシュファクスに目を付け、ラエリウスを使者として派遣した。シュファクスは贈り物に喜び、今やイタリアでもヒスパニアでもローマが勝利しつつあり、友好関係を結ぶことにやぶさかではないが、条約締結は執政官立ち会いのもとで行いたいと主張したため、ラエリウスは安全通行権だけを確保して戻った。
翌紀元前205年、新造艦隊がパノルムスに到着したが、未乾燥の木材で急造したため、スキピオはラエリウスに命じて乾燥しているアフリカ沿岸部の略奪に向かわせた。ラエリウス艦隊はヒッポ・レギウスを略奪、それを聞いたマシニッサはラエリウスに面会を求め、シュファクスが隣国との戦争をしている今がチャンスだと語った。カルタゴ艦隊が出動したこともあり、ラエリウスは戦利品を手にシキリアへ戻り、スキピオにマシニッサからの伝言を伝えた。
戦争準備の終わったスキピオは紀元前204年、シキリアを出発する。ラエリウスは45日分の水と食料を積んで艦隊を指揮した。シュファクス陣営の偵察を命じられたラエリウスは、奴隷や従者と称してトリブヌス・ミリトゥムやケントゥリオを連れていたが、そのうち一人の正体が見抜かれることを恐れ、その者を杖刑に処してみせたという。翌紀元前203年のシュファクスとの決戦では、マシニッサと共に騎兵隊を率い、火をかけて戦闘の口火を切った。
紀元前202年、ザマの戦いでは、元老院特別任命クァエストル（quaestor extra sortem ex senatus consulto）として左翼のローマ騎兵を率いている。

### クルスス・ホノルム
紀元前197年からクルスス・ホノルムをのぼり始め、まずアエディリス・プレビスとして同僚のマニウス・アキリウス・グラブリオと共にルディ（祝祭）を7回開催し、その収益でケレース、リーベル、リーベラの銅像を建てる。そして順当に翌紀元前196年のプラエトルに当選、シキリアを担当している。
紀元前190年に執政官に選出されると、両執政官ともギリシャへの赴任を望んだ。双方の執政官が投票か同意によって決定すべしと定められたが、ラエリウスは元老院で大きな影響力を持つに至っており、元老院の判断に任せるべきではないかと提案した。同僚のアシアティクスはそれに同意したが、兄のスキピオ・アフリカヌスが弟にギリシャを任せてもらえたら自分がその下に付くと宣言したため、満場一致でアシアティクスがギリシャ担当となり、ラエリウスはイタリア担当となった。プラケンティアとクレモナでは長引く戦争と近隣のガリア人によって人口が減少しているという訴えがあり、ラエリウスの承認を得た後6000人を植民することが決定された。翌年の執政官選挙が迫っていたためラエリウスはガリアの地から戻り、植民市への入植者を登録し、更にボイイ族の地へ2つの植民市を建設する法案を提出した。翌紀元前189年もインペリウムが延長され、ガリアの地へ派遣された。

### その後
紀元前174年、ペルセウス (マケドニア王)がカルタゴと使者をやりとりしているとの情報がマシニッサからもたらされ、ローマもペルセウスへ3人の使者を派遣することを決定した。ラエリウスはマルクス・メッサッラらと共にこの使者に選ばれている。翌年帰国した彼らは、ペルセウスが仮病などを使って面会すら出来なかったことを報告し、戦争が迫っていると考えられた。
紀元前170年、前年の執政官ガイウス・ロンギヌスが行った略奪に対し、ガリア人の王キンキビルスが抗議したため、元老院はロンギヌスが帰国後に調査することを決定し、ラエリウスとマルクス・レピドゥスは贈り物と共にそのことを伝える使者に選ばれている。
息子のガイウス・ラエリウス・サピエンスも小スキピオの親友として、執政官就任などの功績を残した。